# Таненбаум Авнер

Авнер Таненбаум

А́внер Таненба́ум (1 березня 1848, Ширвиіндт, Східна Пруссія —  ??) — єврейський журналіст, перекладач художньої літератури.

## Біографічні відомості
Авнер Таненбаум народився 1 березня 1848 року в містечку Ширвиіндт у Східній Пруссії (Мала Литва). Дитиною разом із батьками переїхав у Кам'янець-Подільський, пішов до школи, далі навчався в гімназії в Кишиневі. Під час навчання проявив нахил до літературної творчості, написав низку історичних і географічних нарисів, відзначених дипломом Одеського університету.
У середині 1860-х років відійшов від творчості та переключився на бізнес: став керувати розгалуженою мережею аптек. 1887 року переїхав у США, поселився в Нью-Йорку, став професійним журналістом. Друкувався практично у всіх американських єврейських газетах і журналах. Крім того, сам редагував деякі з них — газети «Дер Моргн-штерн», «Мевасерет Ціон» та інші.
Переклав на їдиш низку популярних романів, зокрема творів Жуля Верна.